# Bakhei's Kapelke
Het Bakhei's Kapelke is een kapel bij Beesel in de Nederlands Noord-Limburgse gemeente Beesel. De kapel staat aan de Kerstenbergweg in de velden ten zuidoosten van het dorp.
Achter de kapel staat een lindeboom.
De kapel is gewijd aan Maria, specifiek aan Onze-Lieve-Vrouw van het Heilig Hart.

## Geschiedenis
Rond 1870 werd de kapel gebouwd.

## Gebouw
De open wit geschilderde bakstenen kapel is opgetrokken op een rechthoekig grondplan en wordt gedekt door een verzonken zadeldak met rode pannen. In de beide zijgevels is een blind segmentboogvormig venster aangebracht. In de achtergevel van de kapel zit in de muur een houten kruis verwerkt. Dit kruis was waarschijnlijk een hagelkruis ter bescherming tegen hagel. De frontgevel en achtergevel zijn een trapgevel met op de top van de frontgevel een smeedijzeren kruis. Hoog in de frontgevel bevindt zich een segmentboogvormige nis met daarin een Mariabeeldje. In de frontgevel bevindt zich verder de segmentboogvormige toegang.
Van binnen is de kapel wit gestuukt. In de achterwand is een altaarblad geplaatst met erboven een segmentboogvormige nis die wordt afgesloten door een spijlenhek. In de nis staat Mariabeeldje dat Onze-Lieve-Vrouw toont met het Heilig Hart.